# Franz Bolck
Franz Bolck (* 15. September 1918 in Berlin; † 22. November 2000 in Jena) war ein deutscher Pathologe. Er lehrte an den Universitäten Leipzig und Jena, deren Rektor er war.

## Leben
An den Universitäten Berlin und Leipzig studierte Franz Bolck seit 1939 Medizin. 1944 beendete er sein Studium in Leipzig mit der Promotion zum Doktor der Medizin. Die Dissertation hieß Blutvolumen und Fieber. 1946 nahm er am dortigen Universitätsinstitut für Pathologie eine Tätigkeit auf.
Die Universität habilitierte Bolck im Jahr 1950 für Medizin anhand seiner Schrift Die Endotheliome. Morphologie und Onkologie. Seit dem nächsten Jahr fungierte er an der Universität als Oberassistent. Als Professor für Pathologie stellte ihn die Fakultät für Medizin 1952 ein, zugleich wurde er Prosektor. Seit 1954 bekleidete er das Amt des Professors mit Lehrauftrag für Pathologie, im nächsten Jahr erhielt er den vollen Lehrauftrag.
Noch 1955 wurde Bolck an die Universität Jena berufen. Dort amtierte er als Professor mit Lehrstuhl für allgemeine Pathologie und spezielle pathologische Anatomie sowie als Direktor des dortigen Instituts für Pathologie. Im Zeitraum von 1959 bis 1961 wirkte er daneben als Dekan der medizinischen Fakultät. Die Universität setzte ihn 1961 als ihren Prorektor ein, 1968 schließlich stieg er zum Rektor der Alma Mater auf. 1978 ernannte die Universität ihn zum Ehrendoktor, im selben Jahr auch die Universität Leipzig.
Bolck blieb in diesem Amt bis 1983, im nächsten Jahr gab er die Professur auf. Er verließ dabei aber nicht die Universität, sondern gründete die Abteilung Synoptik der Klinischen Pathologie, baute sie auf und leitete sie die nächsten Jahre. 2000 starb er in Jena im Alter von 82 Jahren.
Bolck war Mitglied folgender Gesellschaften:
- der Deutschen Gesellschaft für Pathologie,
- der Europäischen Gesellschaft für Pathologie,
- der Föderation der Europäischen Gesellschaften für Zytologie,
- der Gesellschaft Deutscher Naturforscher und Ärzte,
- der Gesellschaft für Pathologie der DDR, deren Vorsitzender er von 1967 bis 1971 war.

## Wirken
Bolck untersuchte am 2. November 1970 mit dem Gerichtsmediziner Gerhard Hansen über einen Zeitraum von zwei Stunden die Leiche Goethes. Dabei entstand ein Dokument, das lange Zeit unbekannt war. Ihre Beobachtungen schildern die beiden Mediziner als „ein[en] sehr unerfreuliche[n] Anblick“, da die Leiche von Fäulnis befallen war. In dem Dokument beschrieben sie, wie dieser Verwesungsprozess möglich war.

## Veröffentlichungen (Auswahl)
- mit Georg Machnik: Leber und Gallenwege. Berlin / Heidelberg / New York 1978 (= Spezielle pathologische Anatomie. Band 10), ISBN 3-540-08304-9.

Herausgeberschaften
- mit Helmut Metzler: Friedrich Ludwig Gottlob Frege: Zur Aktualität seines Werkes. Jena 1976
- mit Herbert Schickedanz: Gastroenterologie, Fertilitätsentwicklung und Traumatologie des Kindesalters. Jena 1976.
- Beiträge zur experimentellen Sozialpsychologie. Jena 1982.
- Abstracts of invited lectures, short communications, and posters. Jena 1996.
- Internationales Döbereiner-Kolloquium. Anlässlich des 200. Geburtstages von Johann Wolfgang Döbereiner vom 20.–22. Mai 1980 in Jena. Jena 1981.